# جزیره بروک
جزیره بروک (به انگلیسی: Brock Island) یک جزیره غیر مسکونی در کانادا است که در قلمروهای شمال غرب واقع شده‌است. جزیره بروک ۰ نفر جمعیت دارد.